# Okrug Hughes, Južna Dakota
Hughes je okrug u Južnoj Dakoti. Površina mu je 1,919 km², a lanazi se u samom središtu sjevernoameričkog kontinenta. Nastao je 1874., a organiziran u studenom 1880. na području bivšeg Teritorija Dakote. Imenovan je po Alexander Hughesu. Okružnim središtem proglašen je Pierre (1889.) nastankom države Južna Dakota. Godine 1863. američka vojska utemeljuje postaju Ft. Sully, oko 4 milje od Pierrea, gdje ostaje aktivna sve do 1886. kada je preseljena sjeverno u okrug Sully.
Među prvim stanovnicima okruga spominju se J. P. Laughlin, Joseph Reed, Burt Dickey i Eva Dix, kao i mnogi traperi i lovci, od kojih su mnogi otišli dalje, no bilo je i onih koji su ostali u tom kraju. Godine 1883. istočno od Pierrea nastaju tri naselja: Blunt, Harrold i Canning. Ova mjesta su napredna pa imaju i škole i svoje novine, a 1890.-tih Blunt ima oko 1,500 stanovnika, no broj mu 1935. ipak opada na oko 500. U okružnom središtu Pierre 1891. osnovana je "Pierre Indian School", koja je do danas aktivna ali pod imenom "Pierre Indian Leaning Center". Pierre je organiziran 1883. s populacijom od 1,800 duša. Danas je to grad s 13,876. st. (2000.) i poznato ribarsko središte na Missouriju. 

## Vanjske poveznice
|  | Zajednički poslužitelj ima još gradiva o temi Okrug Hughes, Južna Dakota |